# 玉城村警察官殺害事件
玉城村警察官殺害事件（たまぐすくそんけいさつかんさつがいじけん）とは、1945年11月29日に、アメリカ占領下の沖縄の玉城村（現南城市）で、アメリカ兵による婦女暴行を阻止しようとした警察官が殺害された殺人事件である。

## 事件当時の社会情勢

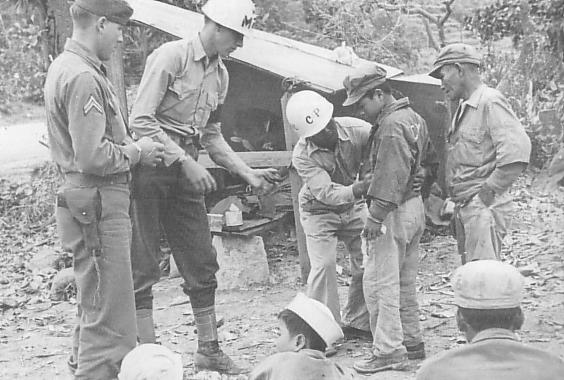
当時の民警察官（中央の「CP」のヘルメットの人物）

1945年の沖縄戦により沖縄本島はアメリカ軍（以下「米軍」と表記）の占領下に置かれ、占領地域の住民は米軍の設置した民間人収容所に収容された。戦闘の終結に伴い、同年10月頃から少しずつ住民の帰村も始められてはいたが、生活・産業基盤の全てが破壊された状態であり、収容所の内外を問わず多くの住民は米軍の管理の下に軍作業への従事、配給食糧の受給によって生活していた。
米軍当局は住民の居住地区を指定し、居住地区外への住民の通行を厳しく規制する一方、米軍人・軍属に対しても住民地区への立ち入りを禁止していたが、軍規を犯して暴行目的等で住民地区に侵入する者が多く、屋外で農作業や洗濯等をしている女性が襲われる事例や、男性が軍作業で出払った隙を狙われて屋内の女性が被害に遭う事例等が頻発した。住民側も自衛のため、女性の外出は極力集団で行うこととしたり、集落毎に警鐘を備え、米兵侵入時には警鐘を鳴らして人を集めて追い払う等の対抗策を講じてはいたが、銃器を携行した軍関係者による犯罪には抗し難かった。
治安維持は、米軍憲兵（MP）によって担われていた他、収容所や集落毎に住民の中から米軍当局によって民警察官（CP：Civilian Policeman）が任命されていた。民警察官も集落の警らや女性の屋外作業への付き添い等により被害の防止に努めていたが、当初は武装が認められていなかった。行政機構の再建・整備のため1945年8月に沖縄諮詢会が発足すると同会に保安部が設けられ、地区毎の民警察を組織化し、警察機構の整備が進められつつあった。

## 事件の概要
1945年11月29日、沖縄本島南部の玉城村（現南城市）愛地地区では、住民の女性らが芋畑で芋掘り作業を行っており、所轄の船越警察署から派遣された警察官が付き添っていた。その最中に、作業中の女性が米兵に拉致されたとの知らせがあり、付き添っていた警察官は直ちに本署と付近の米軍憲兵隊に応援を求めるとともに付近を捜索し、米兵2人が住民の女性を拉致しようとしているところを発見。阻止しようとしたところ米兵側も抵抗したため格闘となり、米兵が拳銃を発射。警察官は射殺された。
射殺された警察官（巡査。殉職により警部補に昇任）は、当時27歳で、1か月程前に結婚したばかりだった。

## 事件の影響
この事件のような銃器携行の米軍関係者による犯罪のほか、住民の中にも遺棄されていた兵器や米軍の流出兵器を所持したゴロツキ等が生じつつあり、これに対して民警察官の武装が認められていない状態では対抗し難くなっていた。このため1946年7月に米国軍政府は民警察官の銃器使用を認めることとし、米軍の軍用拳銃とカービン銃（米国製M1カービン）が沖縄民警察（1946年2月発足）に貸与された。日本本土の警察とは異なり常時の携行ではなく、緊急時や所属長の許可を得た場合に使用するものとなった。
しかしながら、その後も米軍関係者による性犯罪は止まず、1955年の由美子ちゃん事件、具志川村少女暴行事件等の重大事件が続発したほか、1949年頃までは、取締る警察官への逆恨みから交番や警ら中の警察官が米軍関係者に襲撃されて死傷者が出る事件まで発生した。
米軍関係者による犯罪は本土復帰後においても沖縄県の治安上の大きな課題となっている。